# Gare de Ham-sur-Heure
Pour les articles homonymes, voir Gare de Ham.
La gare de Ham-sur-Heure est une gare ferroviaire belge de la ligne 132 de La Sambre à Mariembourg en bordure du village de Ham-sur-Heure dans la province de Hainaut.
Elle est ouverte en 1848 par la Société du chemin de fer de l'Entre-Sambre-et-Meuse.
C’est une halte voyageurs de la Société nationale des chemins de fer belges (SNCB) desservie par des trains Suburbains (S64) et d’Heure de pointe (P).

## Situation ferroviaire
Établie à 143 mètres d'altitude, la gare de Ham-sur-Heure est située au point kilométrique (PK) 11,000 de la  ligne 132 de La Sambre à Mariembourg, entre les gares de Beignée et de Cour-sur-Heure.

## Histoire

### Mise en service
La ligne 132, en ce y compris la section située à Ham-sur-Heure, est construite en juillet 1845 sous la direction de la Société du chemin de fer de l'Entre-Sambre-et-Meuse. De nombreux travaux sont effectués, dont le perçage d'un tunnel ferroviaire long de 421 mètres entre Jamioulx et Ham-sur-Heure.
La gare de Ham-sur-Heure est mise en service le 27 novembre 1848, lorsque la Compagnie ouvre à l'exploitation le tronçon, de Charleroi à Walcourt, qu'elle inaugure quelques jours plus tard, le 30 novembre 1848.
Le 1er juillet 1864, la société anonyme du chemin de fer de l'Entre-Sambre-et-Meuse fusionne et intègre les Sociétés de l'Est belge et d'Anvers-Rotterdam. Elle devient la compagnie du Grand Central Belge. Le 1er janvier 1897, cette dernière est absorbée par l’État belge. Ces sociétés reprendront successivement la gestion de la gare de Ham-sur-Heure.
Le 30 avril 1869, le Ministre des travaux publics Damart autorise la construction d'un « bâtiment définitif des recettes ». L'autorisation est simultanément donnée pour les gares de Berzée, Jamioulx et Morialmé.

### Le bâtiment de la gare

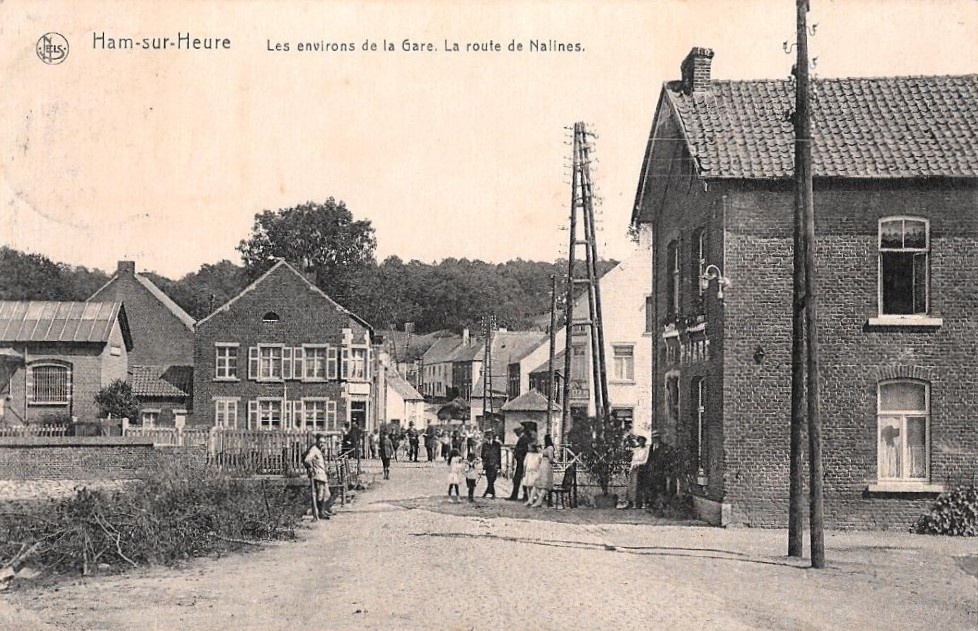
Le passage à niveau près de la gare, vers 1900.

Ce vaste bâtiment est dû à la compagnie du Grand Central Belge qui mit au point un modèle de gare standard pour remplacer des anciennes gares trop exiguës ou créer de nouvelles gares dans des localités qui n’en possédaient pas encore. Quinze de ces gares furent construites en Belgique et celles de Berzée, Tilly, Jamioulx et Ransart étaient identiques à celle de Ham-sur-Heure.
Il s’agit d’un long bâtiment sans étage comprenant entre 8 et 26 travées selon les besoins (la gare de Ham-sur-Heure en comporte 10) sous bâtière longitudinale qui se verra parfois gratifié d’un second étage de trois travées sous toiture à croupes servant de logement de fonction (celle de Ham-sur-Heure a gardé un seul niveau sur toute sa longueur).
Le pignon est recouvert de rampants de pierre et il existe des motifs en ferronnerie sur les crossettes et le pinacle ainsi qu’un oculus largement dimensionné et entouré de pierre surplombe un bandeau de pierre sous lequel se prolonge le fronton des parois longitudinales. Ce fronton est décoré d'une frise en briques munie d'arceaux et chaque travée des parois longitudinales est bordée par un lésène de brique aux motif de bande lombarde caractéristique du Grand Central Belge. Un cordon de pierre court au niveau des seuils des fenêtres du rez-de-chaussée. Les arcs bombés des ouvertures (qui sont toutes des portes sauf au niveau du logement de fonction qui se trouve à une extrémité) sont surmontés d'une clé en pierre et il existe des pilastres d'angle en brique à bossages de pierre.

### Le XXe siècle
Le 2 mars 1944 vers 3h50, peu avant Berzée, des résistants stoppent un train de marchandises circulant depuis Walcourt en direction de Charleroi. Ils en font descendre l'équipage et lancent le train à vide dans sa direction initiale. Dans le tunnel de Ham-sur-Heure, le train déraille à la suite du sabotage préalable de la voie. Dix jours sont nécessaires pour dégager la ligne, à la suite de quoi une seule des deux voies est rétablie.
En mai 2014, le conseil communal de Ham-sur-Heure-Nalinnes sollicite le fait que la gare de Ham-sur-Heure devienne une gare IC sur le parcours journalier des trains de la ligne 132.

## Service des voyageurs

### Accueil
Halte SNCB, c'est un point d'arrêt non géré (PANG) à accès libre Elle est équipée d'un automate pour l'achat de titres de transport.

### Desserte
Ham-sur-Heure est desservie par des trains Suburbains (S64) ou d’Heure de pointe (P) de la ligne 132 de la SNCB qui effectuent des missions sur la ligne commerciale 132 : Charleroi - Couvin.
En semaine, la desserte, semi-cadencée, comporte des trains S64 circulant entre Charleroi-Central et Couvin renforcés par :
- trois trains P et un S64 supplémentaire entre Couvin et Charleroi-Central (le matin) ;
- deux trains P entre Walcourt et Charleroi-Central (le matin) ;
- deux trains P entre Charleroi-Central et Couvin (le matin) ;
- un train S64 entre Couvin et Charleroi-Central (l’après-midi) ;
- un train P entre Charleroi-Central et Walcourt (l’après-midi) ;
- un train P et un S64 supplémentaire entre Charleroi-Central et Couvin (l’après-midi) ;
- un train P entre Couvin et Charleroi-Central deux trains P entre Charleroi-Central et Couvin (en début de soirée) ;
- un train S64 supplémentaire entre Couvin et Charleroi-Central (le soir).

Les week-ends et jours fériés, la desserte est cadencée toutes les deux heures dans chaque sens et comprend des trains S64 reliant Charleroi-Central à Couvin.

### Intermodalité
Un parc pour les vélos et un parking pour les véhicules y sont aménagés.

## Comptage voyageurs
Le graphique et le tableau montrent le nombre de passagers qui en moyenne embarquent durant la semaine, le samedi et le dimanche.
| Nombre de voyageurs qui embarquent à la gare de Ham-sur-Heure | Nombre de voyageurs qui embarquent à la gare de Ham-sur-Heure | Nombre de voyageurs qui embarquent à la gare de Ham-sur-Heure | Nombre de voyageurs qui embarquent à la gare de Ham-sur-Heure |
|                                                               | Semaine                                                       | Samedi                                                        | Dimanche                                                      |
| ------------------------------------------------------------- | ------------------------------------------------------------- | ------------------------------------------------------------- | ------------------------------------------------------------- |
| 1977                                                          | 91                                                            | 23                                                            | 51                                                            |
| 1978                                                          | 75                                                            | 27                                                            | 17                                                            |
| 1979                                                          | 73                                                            | 34                                                            | 43                                                            |
| 1980                                                          | 84                                                            | 27                                                            | 24                                                            |
| 1981                                                          | 85                                                            | 16                                                            | 11                                                            |
| 1982                                                          | 89                                                            | 14                                                            | -                                                             |
| 1983                                                          | 67                                                            | 6                                                             | -                                                             |
| 1984                                                          | 84                                                            | 22                                                            | 21                                                            |
| 1985                                                          | 79                                                            | 19                                                            | 20                                                            |
| 1986                                                          | 87                                                            | 37                                                            | 25                                                            |
| 1987                                                          | 77                                                            | 38                                                            | 27                                                            |
| 1988                                                          | 81                                                            | 28                                                            | 15                                                            |
| 1989                                                          | 81                                                            | 29                                                            | 14                                                            |
| 1990                                                          | 77                                                            | 17                                                            | 11                                                            |
| 1991                                                          | 65                                                            | 39                                                            | 11                                                            |
| 1992                                                          | 87                                                            | 35                                                            | 18                                                            |
| 1993                                                          | 68                                                            | 32                                                            | 20                                                            |
| 1994                                                          | 66                                                            | 12                                                            | 33                                                            |
| 1995                                                          | 48                                                            | 22                                                            | 19                                                            |
| 1996                                                          | 59                                                            | 20                                                            | 21                                                            |
| 1997                                                          | 53                                                            | 21                                                            | 36                                                            |
| 1998                                                          | 66                                                            | 12                                                            | 21                                                            |
| 1999                                                          | 68                                                            | 24                                                            | 12                                                            |
| 2000                                                          | 79                                                            | 18                                                            | 10                                                            |
| 2001                                                          | 75                                                            | 16                                                            | 22                                                            |
| 2002                                                          | 77                                                            | 16                                                            | 18                                                            |
| 2003                                                          | 56                                                            | 23                                                            | 8                                                             |
| 2004                                                          | 43                                                            | 13                                                            | 8                                                             |
| 2005                                                          | 46                                                            | 10                                                            | 13                                                            |
| 2006                                                          | 55                                                            | 10                                                            | 24                                                            |
| 2007                                                          | 45                                                            | 10                                                            | 11                                                            |
| 2008                                                          | -                                                             | -                                                             | -                                                             |
| 2009                                                          | 43                                                            | 10                                                            | 12                                                            |
| 2010                                                          | -                                                             | -                                                             | -                                                             |
| 2011                                                          | -                                                             | -                                                             | -                                                             |
| 2012                                                          | 32                                                            | 17                                                            | 30                                                            |
| 2013                                                          | 43                                                            | 16                                                            | 16                                                            |
| 2014                                                          | 38                                                            | 13                                                            | 12                                                            |
| 2015                                                          | 32                                                            | 15                                                            | 15                                                            |
| 2016                                                          | 29                                                            | 29                                                            | 31                                                            |
| 2017                                                          | 29                                                            | 15                                                            | 26                                                            |
| 2018                                                          | 80                                                            | 21                                                            | 38                                                            |
| 2019                                                          | 67                                                            | 13                                                            | 32                                                            |
| 2020                                                          | 71                                                            | 19                                                            | 21                                                            |
| 2021                                                          | -                                                             | -                                                             | -                                                             |
| 2022                                                          | 69                                                            | 15                                                            | 17                                                            |
| 2023                                                          | 99                                                            | 19                                                            | 27                                                            |
| 2024                                                          | 99                                                            | 20                                                            | 28                                                            |

Installations de la halte et desserte
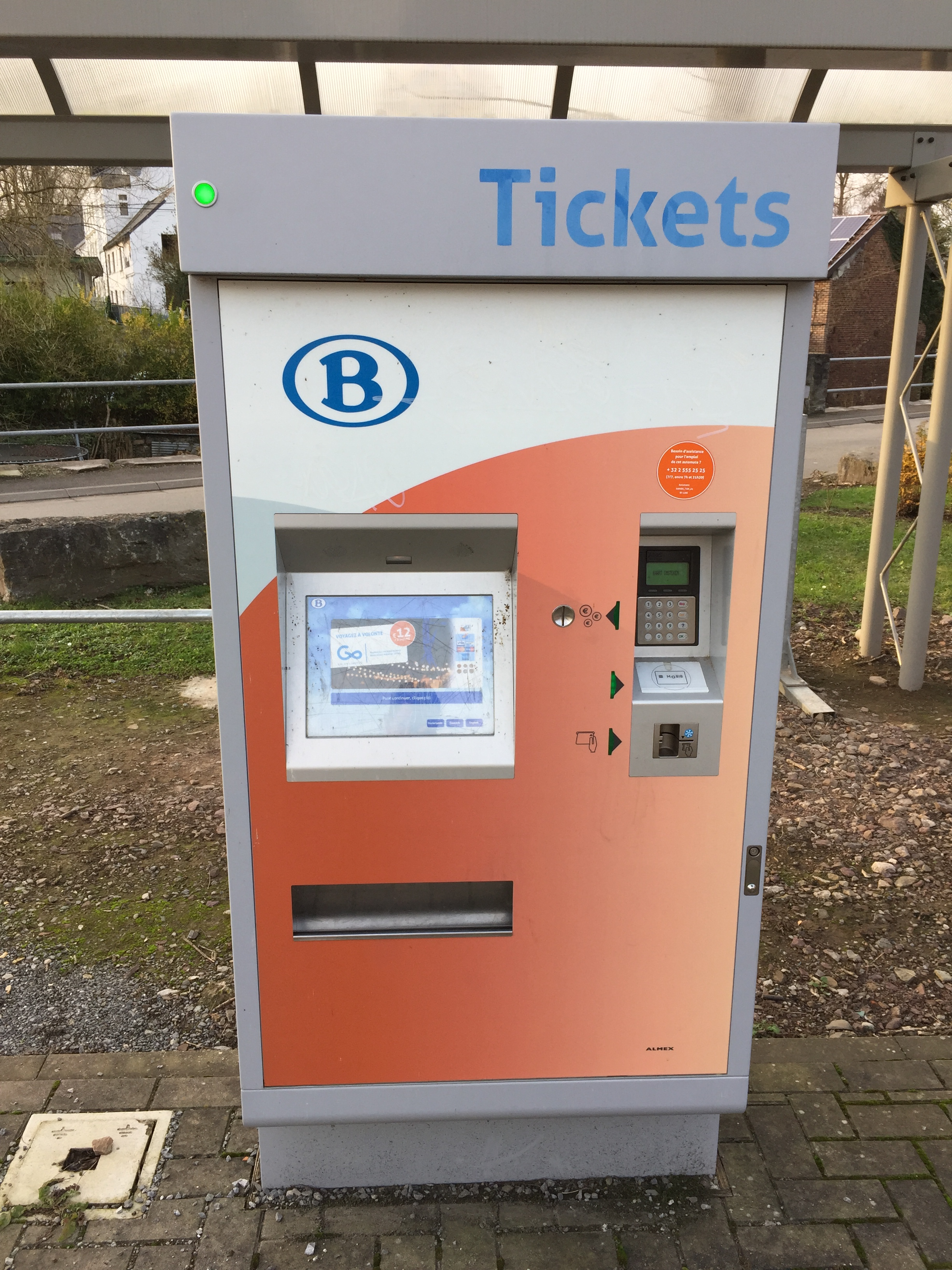
Automate.
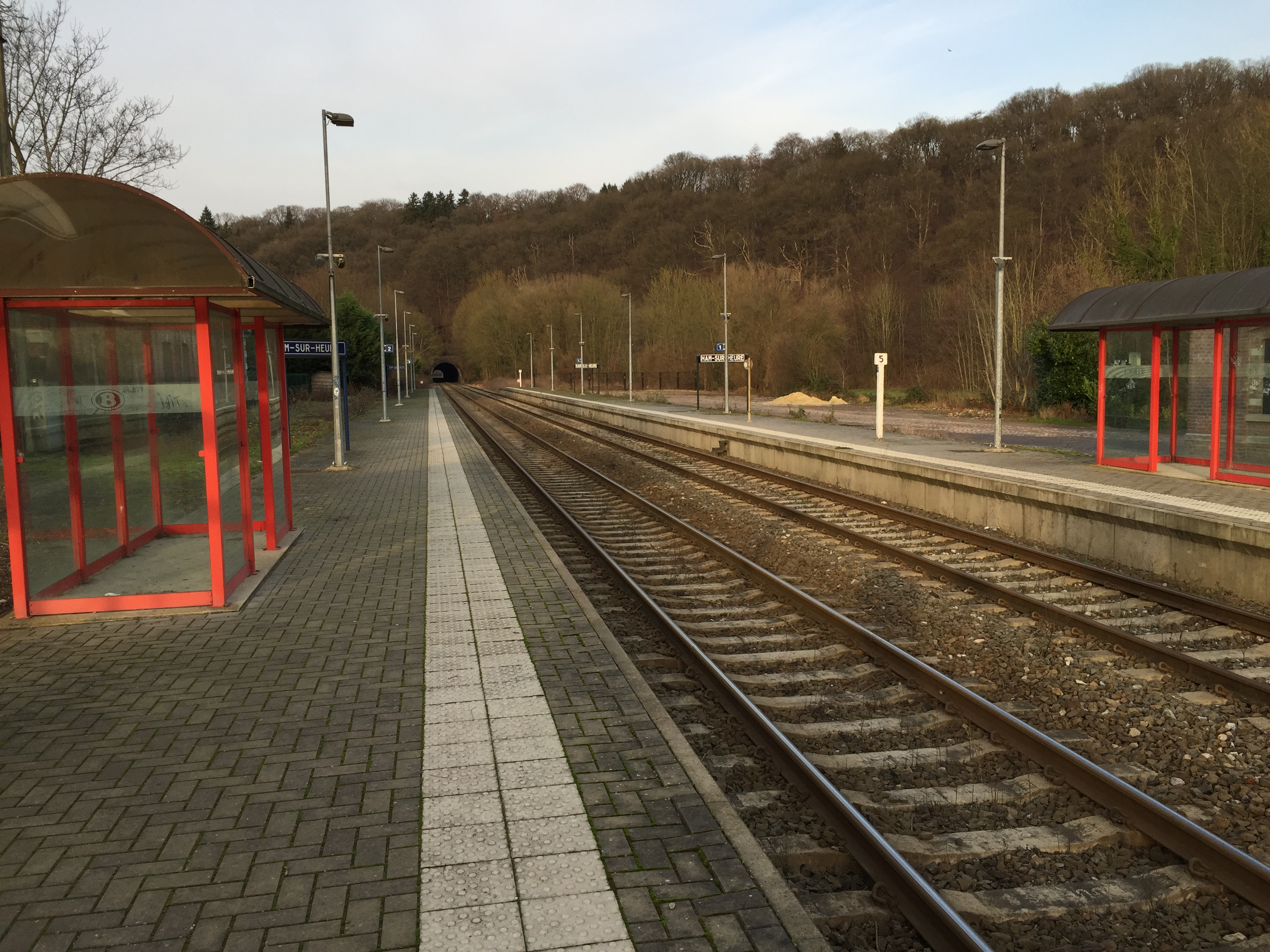
Abris de quai.
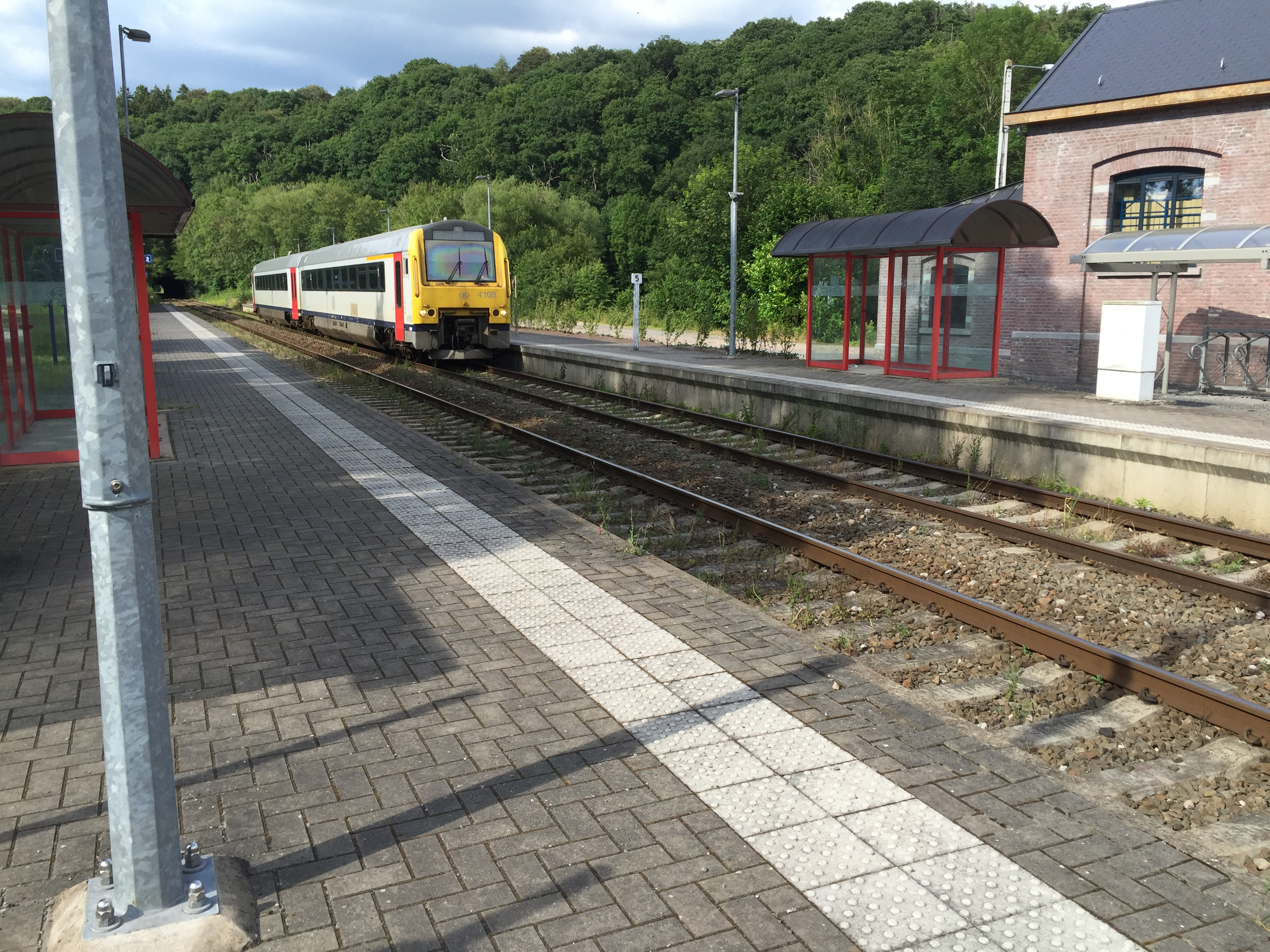
Desserte.

## Patrimoine ferroviaire

Environnement et ancien bâtiment voyageurs
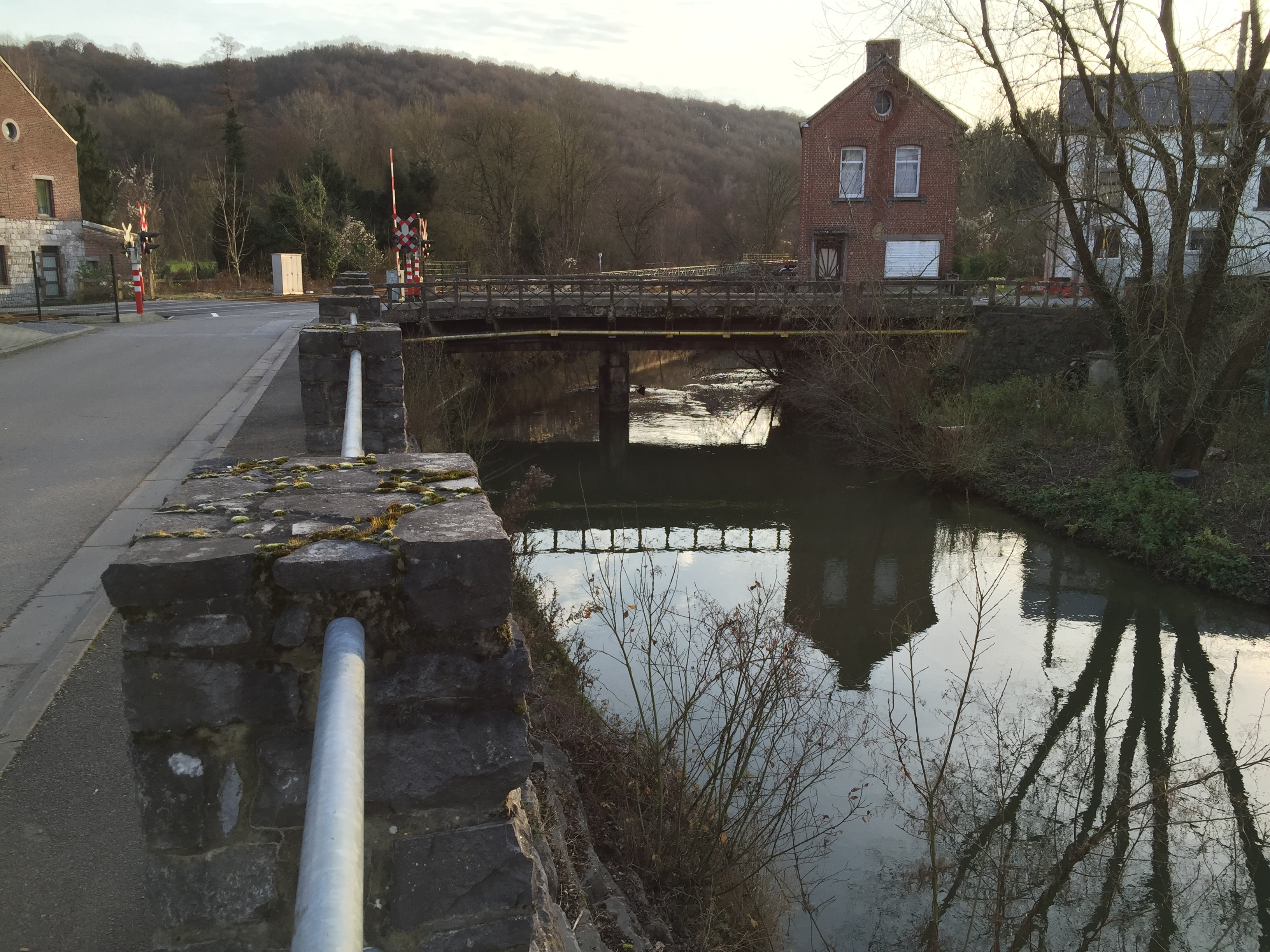
Passage à niveau.
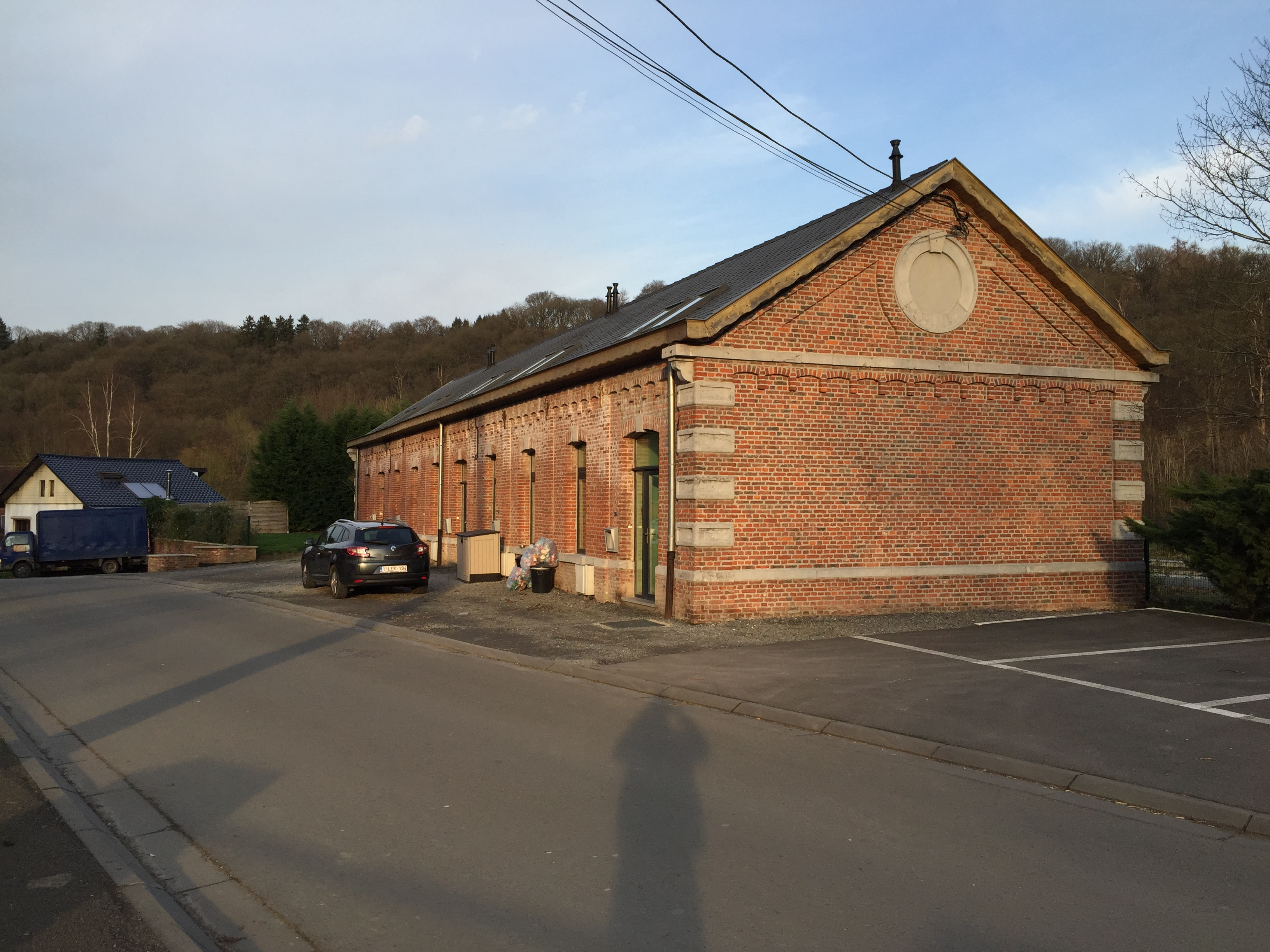
Ancien bâtiment voyageurs.
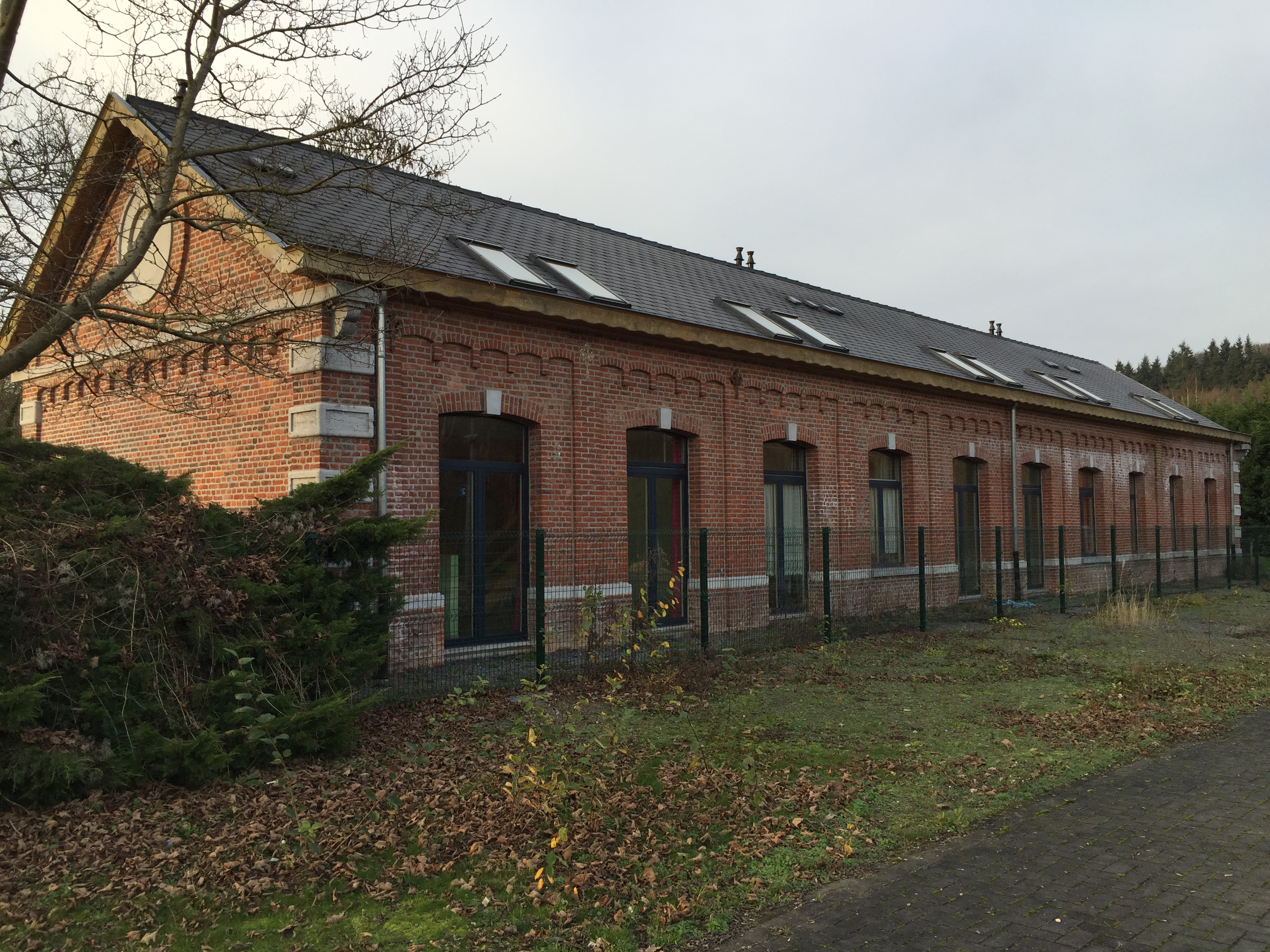
Ancien bâtiment côté voies.
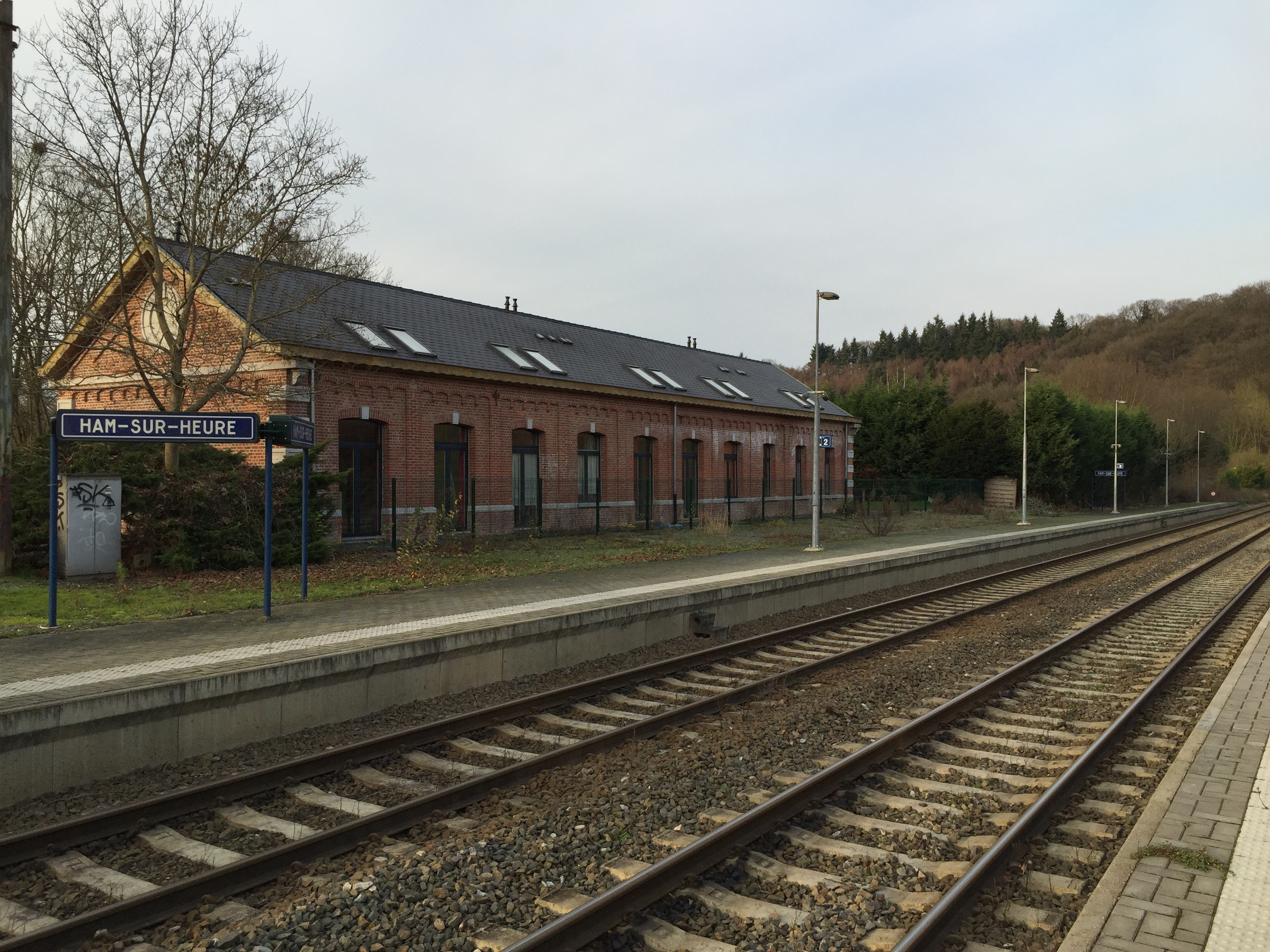
Vue générale

L’ancien bâtiment voyageur est ré-affecté en logements sociaux. Auparavant, il avait été sérieusement endommagé par un incendie au début des années 2000 après avoir été désaffecté par la SNCB.
Plusieurs gares de cette famille construites par le Grand Central Belge ont depuis été démolies ou sont l’abandon. Parmi celles qui existent toujours se trouvent les gares de Berzée et Jamioulx sur la ligne 132. La première a été réaffectée en funérarium et a perdu deux de ses travées tandis que la seconde a été réhabilitée en espace de rencontres et salle d’exposition.